# Microsoft Office 2003
Microsoft Office 2003 a apărut pe 17 noiembrie 2003 ca succesorul lui Microsoft Office XP și predecesorul lui Microsoft Office 2007.

## Ediții
- Basic conține: Word, Excel, Outlook
- Student și Teacher conține: Word, Excel, Outlook, PowerPoint
- Standard conține: Word, Excel, Outlook, PowerPoint
- Small Business conține: Word,Excel,Outlook with Business Contact Manager,PowerPoint,Publisher
- Professional Edition conține: Word,Excel,Outlook with Business Contact Manager,PowerPoint,Publisher,Access
- Professional Enterprise conține: Word,Excel,Outlook with Business Contact Manager,PowerPoint,Publisher,Access,InfoPath

## Cerințe de sistem
- Procesor 233 Mhz
- HDD 1.00 GB în funcție de configurație
- RAM 128 MB
- Windows XP sau o mai nou windows vista sau windows 7

1. ↑  How to check the version of Office 2003 products (în engleză), accesat în 29 decembrie 2017
2. ↑  Как узнать номер версии Microsoft Office 2003 (în rusă), accesat în 29 decembrie 2017
3. ↑  Системные требования для установки Microsoft Office 2003 (în rusă), accesat în 29 decembrie 2017
4. ↑  List of system requirements for Microsoft Office 2003 (în engleză), accesat în 29 decembrie 2017
5. 1 2 3 4   https://support.microsoft.com/en-us/kb/822129 Lipsește sau este vid: |title= (ajutor)